# Veniamin Jehovski
Veniamin Pavlovici Jehovski (în rusă Вениамин Павлович Жеховский, iar în franceză: Benjamin Jekhowsky, 1881, Sankt-Petersburg (Imperiul Rus) – 1975, Encausse-les-Thermes (Franța)) a fost un astronom franco-rus.

## Biografie
Veniamin Pavlovici Jehovski s-a născut la Sankt-Petersburg, într-o familie de nobili ruși. După ce a studiat la Universitatea din Moscova, a lucrat la Observatorul din Paris, începând din 1921. Mai târziu, a lucrat la Observatoire d'Alger (în română: „Centrul de Cercetări în Astronomie, Astrofizică și Geofizică, Observatorul din Alger”), unde a devenit cunoscut ca specialist în mecanica cerească (în acea epocă, Algeria era colonie franceză).
După 1934, a început să-și semneze articolele sub numele de Benjamin de Jekhowsky. Minor Planet Center i-a înregistrat descoperirile sub numele "B. Jekhovsky" (cu un v).
A descoperit mai mulți asteroizi, iar asteroidul 1606 Jekhovsky îi poartă numele. Este autorul unui număr de 190 de publicații.
| 953 Painleva     | 29 aprilie 1921   |
| 976 Benjamina    | 27 martie 1922    |
| 977 Philippa     | 6 aprilie 1922    |
| 988 Appella      | 10 noiembrie 1922 |
| 1013 Tombecka    | 17 ianuarie 1924  |
| 1017 Jacqueline  | 4 februarie 1924  |
| 1037 Davidweilla | 29 octombrie 1924 |
| 1040 Klumpkea    | 20 ianuarie 1925  |
| 1093 Freda       | 15 iunie 1925     |
| 1181 Lilith      | 11 februarie 1927 |
| 1328 Devota      | 21 octombrie 1925 |
| 3881 Doumergua   | 15 noiembrie 1925 |